# Ꝃ
Ne doit pas être confondu avec K barré obliquement (Ꞣ)
Cette page contient des caractères spéciaux ou non latins. S’ils s’affichent mal (▯, ?, etc.), consultez la page d’aide Unicode.
Ꝃ (minuscule ꝃ), appelé couramment k barré et, de façon non ambiguë, k barré diagonalement, est une lettre latine supplémentaire utilisée en latin médiéval et en breton. Elle est formée d'un K diacrité par une barre inscrite au travers en diagonale.

## Linguistique

### Latin médiéval
Cette lettre est utilisée dans les textes médiévaux comme abréviation pour kalendas, les calendriers, ainsi que pour karta ou kartam, une charte ou un document,.

### Breton
En breton (et en français pour les noms bretons au XIXe siècle) cette lettre abrège le mot ou le préfixe breton ker :

« Le K barré du breton est un cas particulier, apparemment. Il s’agit d’une ligature représentant le préfixe « Ker ». Il existe, évidemment, des milliers d’abréviations manuscrites ou d’origine manuscrite pour l’ensemble de toutes les écritures du monde, y compris des centaines, au bas mot, pour l’écriture latine et cela rien qu’en Europe. La manière de traiter les abréviations manuscrites dans les textes informatisés est de les écrire en toutes lettres – c’est une pratique courante dans les systèmes bibliographiques, pour les signes d’abréviation latins, car il permet d’obtenir des résultats nettement plus fiables lors d’une recherche documentaire.

Quand il est possible de représenter une abréviation à l’aide de caractères ordinaires, comme dans le cas du Ꝃ, cette méthode ne présente pas vraiment de problème. Quand la forme ligaturée de l’abréviation s’avère nécessaire à l’affichage, la meilleure manière de l’obtenir est d’utiliser des polices conçues pour ce faire, et non d’essayer de coder toutes les ligatures au sein du jeu de caractères. »

Il a été utilisé dans les actes d’état civil pour les toponymes ou les patronymes pour représenter ker- "lieu habité, ville" (mod. kêr, en composition ker) : Ꝃjézéquel pour Kerjézéquel, Ꝃmoisan pour Kermoisan. On le trouve aussi bien en haute Bretagne (par exemple : Etat-civil manuscrit des années 1930 et suivantes à Ploërmel).

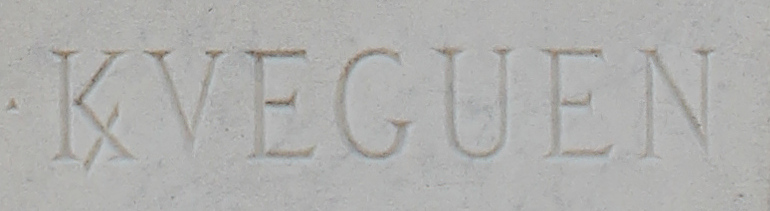
Utilisation du Ꝃ sur la tombe de Gabriel Le Coat de Kerveguen au cimetière du Père-Lachaise.
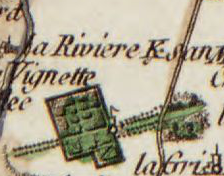
Utilisation du Ꝃ sur la carte de Cassini pour mentionner la rivière Kersan.
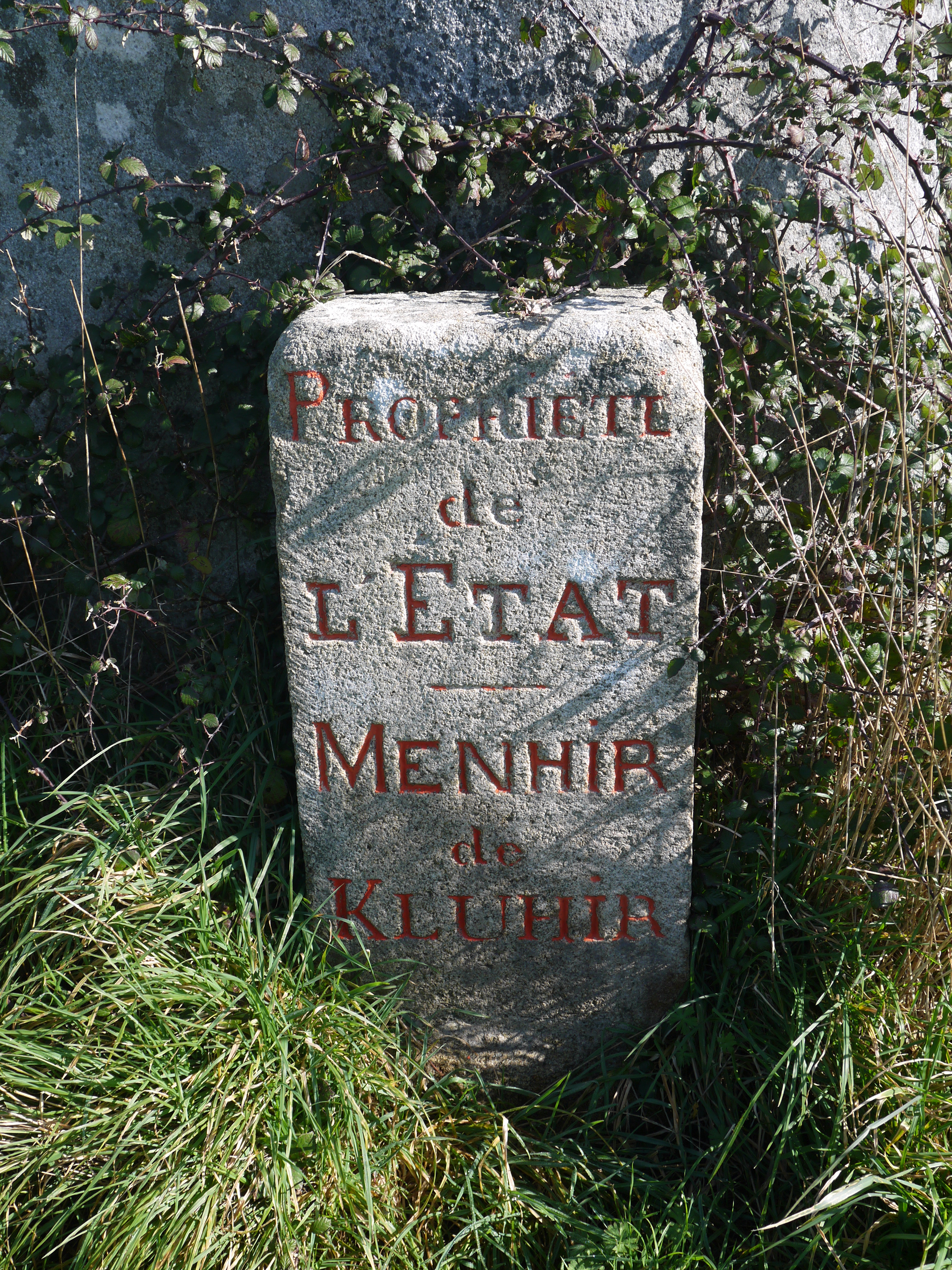
K non barré utilisée en place du K barré sur une pierre signalant le menhir de Kerluhir.
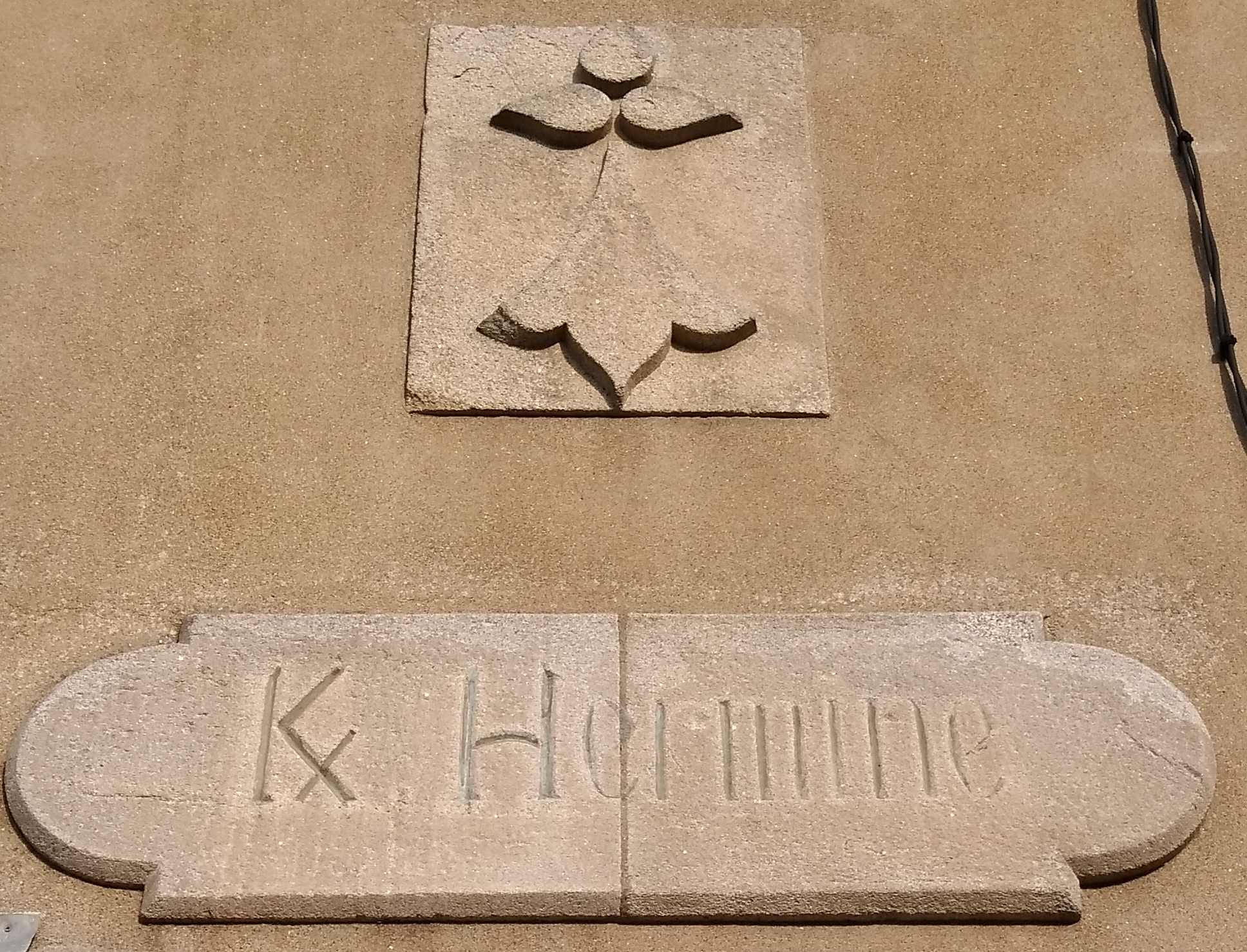
Inscription Ꝃ Hermine sur une maison à Piriac-sur-Mer (Loire-Atlantique).
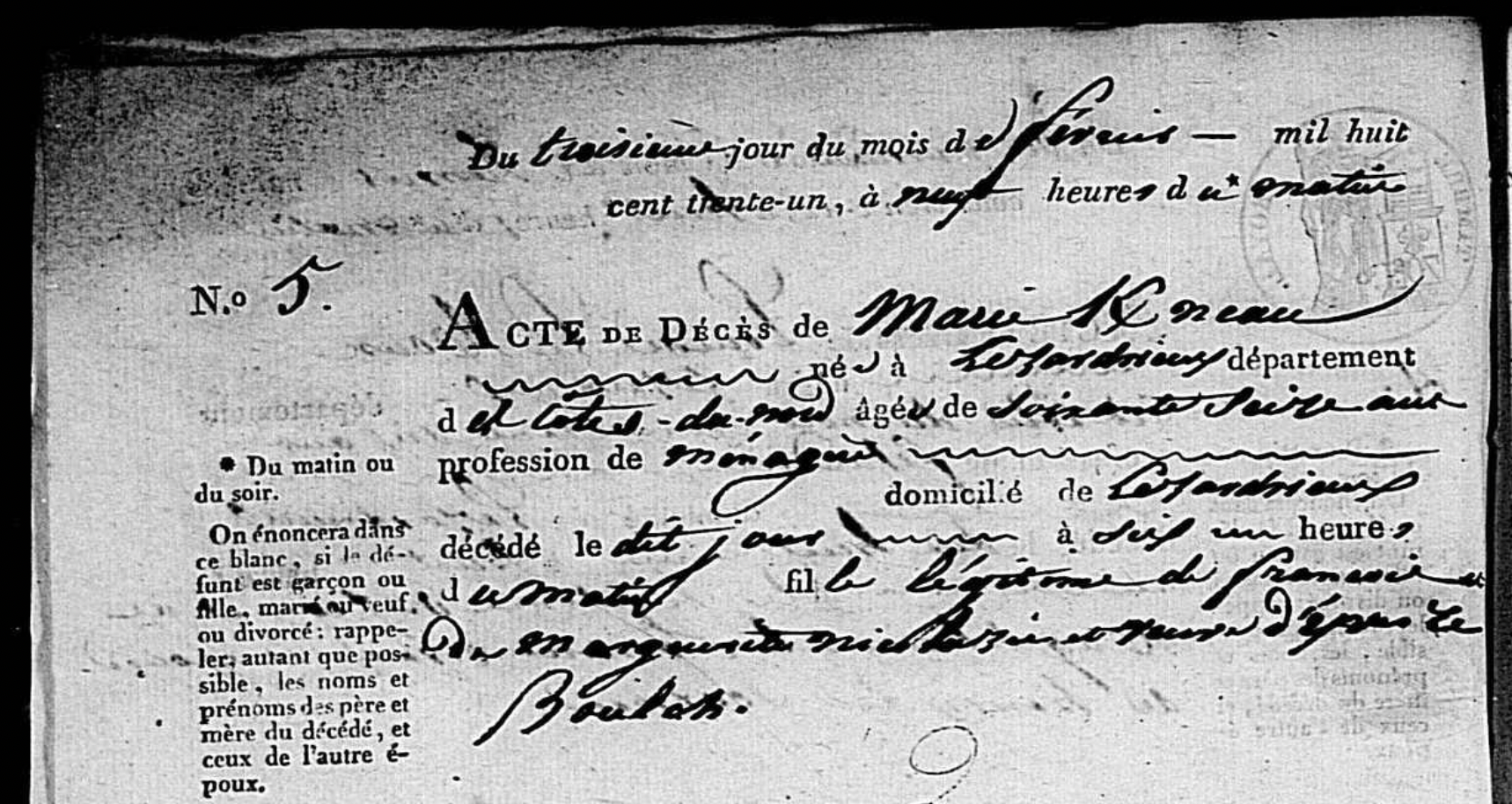
Acte de décès de Marie Kerneau (1757-1831), orthographié avec un Ꝃ à Lézardrieux.

Depuis 1955, l’instruction générale relative à l'état civil l'interdit et le considère comme une « altération manifeste de l’orthographe »,, jugement qui, constate Ph. Jouët, repose sur une confusion grossière de l'écriture, de la graphie et de l'orthographe, et d'une méconnaisance de la fonction des graphes, outre un évident mépris des usages de la langue considérée.
« War a lavaras, e oa deuet an urzh eus Pariz hag a rae difenn da verraat skritur an anvioù tiegezh. Ne c'helled mui, hiviziken, er skridoù savet el lezioù-barn hag en tiez-kêr, lakaat Ꝃ evit Kêr, da skouer Knalegenn evit Kernalegenn. « Ur vezh, » emezañ, « n'o devo ken ar Vretoned ar gwir da skrivañ anvioù 'zo eus o bro evel ma plij ganto ! » »
— Yeun ar Gow
, Eñvorennoù (Souvenirs)

« Comme on me l’a dit, un ordre était venu de Paris d'interdire l'abréviation des noms de famille. On ne peut plus, dorénavant, dans les actes établis par les tribunaux et les mairies, mettre Ꝃ pour Kêr, par exemple Ꝃnalegenn à la place de Kernalegenn. « Une honte, » dit-il « les Bretons n'auront plus le droit d'écrire les noms de leur pays comme ils le veulent ! » »
— Eñvorennoù (Souvenirs)
Cette particularité orthographique a cependant survécu à La Réunion ou à l'île Maurice et se perpétue toujours au XXIe siècle, comme dans le patronyme K/Ourio du musicien Olivier K/Ourio ; la variante ꝂVern du réalisateur mauricien Gustave Kervern ou la députée réunionnaise Emeline K/Bidi.
En octobre 2016, l'auteur-compositeur-interprète breton Dom DufF sort l'album Ꝃkwll (Kercool).

## Représentation informatique
Le k barré diagonalement peut être représenté avec les caractères Unicode suivants (table latin étendu D « additions médiévalistes » depuis Unicode 5.1.0 de 2008) :
| formes    | représentations | chaînes de caractères | points de code | descriptions                                  |
| --------- | --------------- | --------------------- | -------------- | --------------------------------------------- |
| majuscule | Ꝃ               | Ꝃ                     | U+A742         | lettre majuscule latine k barré diagonalement |
| minuscule | ꝃ               | ꝃ                     | U+A743         | lettre minuscule latine k barré diagonalement |

Peu de polices d'écriture possèdent ce caractère; on le trouve dans les polices Unicode comme Code2000 (en), GNU Unifont (en), ou Everson Mono (en).